# Estación de Saint-Denis - Porte de Paris
La estación de Saint-Denis - Porte de Paris, de su nombre completo Saint-Denis - Porte de Paris - Stade de France, es una estación del metro de París situada en la comuna de Saint-Denis al norte de la capital. Pertenece a la línea 13. Da acceso al Estadio de Francia.

## Historia
La estación fue inaugurada el 20 de junio de 1976 y renovada en 1998 con la inauguración del estadio de Francia para permitirle absorber una mayor número de viajeros.
Situada en Saint-Denis, debe su nombre al barrio de Porte de París y al estadio al que sirve de acceso principal.
En octubre de 2008, parte de la estación fue decorada con paneles promocionales del juego Saints Row 2 para aprovechar la gran afluencia de viajeros que se preveía en ocasión de un concierto de Urban Peace y de un partido de la selección francesa de fútbol. Este hecho generó una amplia polémica llevando a las autoridades locales a pedir la retirada de la campaña por considerar inadecuado que imágenes relacionadas con armas de fuego o bandas callejeras adornaran la estación y más teniendo en cuenta el alto nivel de criminalidad existente en Saint-Denis. Finalmente, la campaña fue finalmente retirada. 

## Descripción
Se compone de dos andenes laterales y de dos vías.
Alejada del diseño en bóveda, posee un techo plano al que va directamente adherido el sistema de iluminación. Las paredes verticales emplean azulejos blancos cuadrados y muestran marcos azules que son habitualmente el escenario de campañas publicitarias, especialmente en ocasión de eventos deportivos. 

## Accesos
La estación dispone de cuatro accesos:
- Acceso 1: estadio de Francia.
- Acceso 2: hospital Casanova
- Acceso 3: bulevar Marcel Sembat
- Acceso 4: centro ciudad